# William Floyd (Politiker)

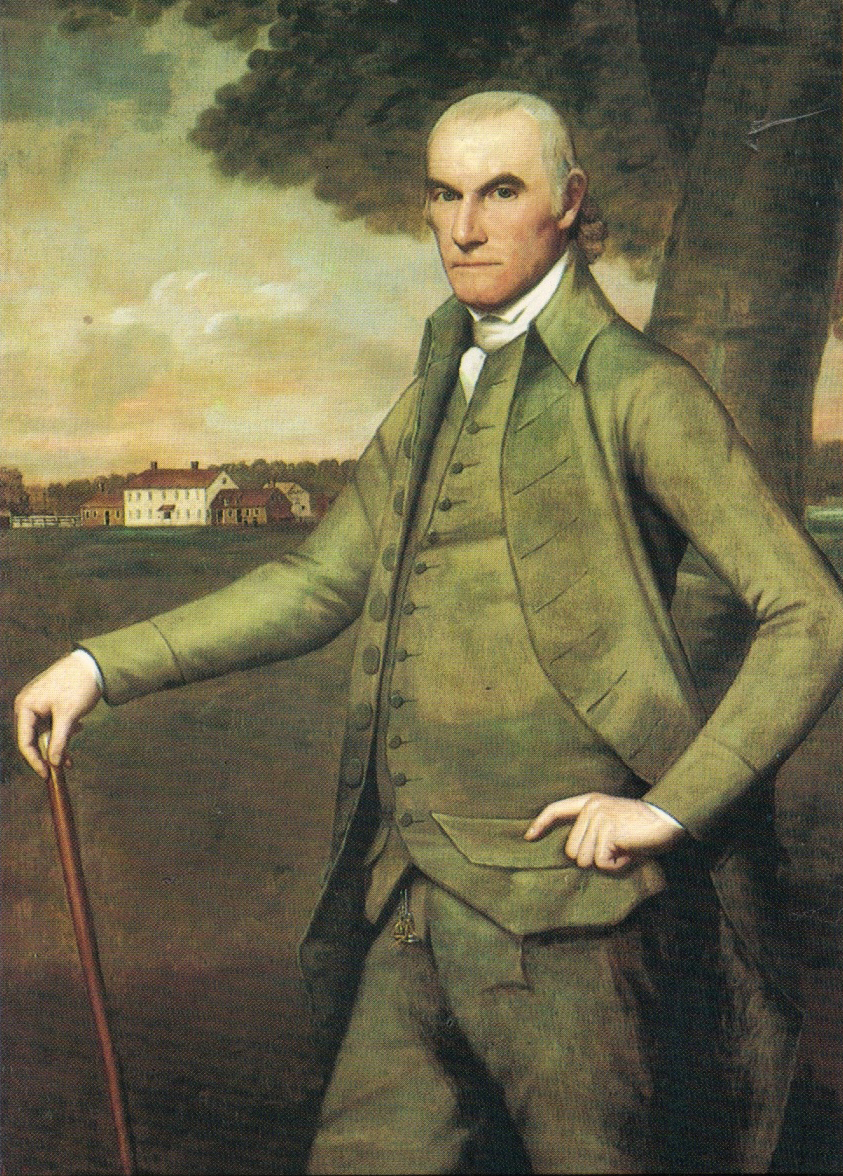
William Floyd. Porträt von 1792

William Floyd (* 17. Dezember 1734 in Brookhaven, Long Island, Provinz New York; † 4. August 1821 in Westernville, New York) unterzeichnete als Repräsentant von New York die Unabhängigkeitserklärung der Vereinigten Staaten und ist damit einer der amerikanischen Gründerväter.

## Leben
Floyd wurde am 17. Dezember 1734 in eine wohlhabende Familie geboren und übernahm nach dem Tod seines Vaters mit 18 Jahren das Anwesen der Familie. Ab 1769 engagierte er sich in der Lokalpolitik und schloss sich den Patrioten an. Er war Mitglied der Miliz des Suffolk County während der ersten Konflikte mit Großbritannien und wurde Generalmajor. 1774 bis 1776 und 1779 bis 1783 repräsentierte er New York im Kontinentalkongress und unterschrieb in dieser Funktion 1776 die Unabhängigkeitserklärung. Von 1777 bis 1778 und von 1784 bis 1788 war er Mitglied des Senats von New York. Nachdem die Verfassung der Vereinigten Staaten ratifiziert worden war, wurde er 1789 als Mitglied der Anti-Administration Party in den Ersten Kongress gewählt, verfehlte ein Jahr später jedoch seine Wiederwahl und zog nach Westernville im Oneida County. Fünf Jahre später kandidierte er erfolglos für den Posten des lieutenant governors von New York. 1801 war er Mitglied eines New Yorker Verfassungskonventes. 1808 war er erneut Abgeordneter im Senat von New York. Er verstarb 1821 im Alter von 86 Jahren.
Er heiratete Hannah Jones und nach ihrem Tod Joanna Strong und ist Großvater John Gelston Floyds.